# Apatura iliades
Apatura iliades är en fjärilsart som beskrevs av Mitis 1899. Apatura iliades ingår i släktet Apatura och familjen praktfjärilar. Inga underarter finns listade i Catalogue of Life.